# Quest-Expedition

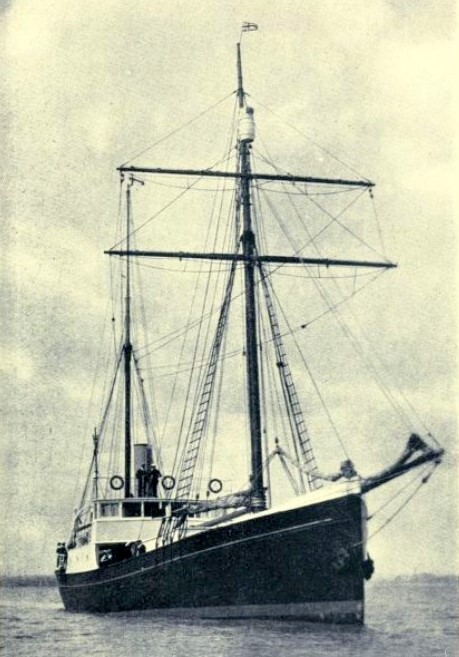
Das Expeditionsschiff Quest

Die Quest-Expedition (offizieller Name: Shackleton-Rowett-Expedition 1921–1922) war eine Forschungsreise in die Antarktis und zugleich die letzte Expedition des Polarforschers Ernest Shackleton. Die von dem englischen Geschäftsmann John Quiller Rowett finanzierte Entdeckungsfahrt ist nach dem Forschungsschiff Quest benannt. Obwohl Shackleton die Umrundung des antarktischen Kontinents und die Suche nach „verschollenen“ subantarktischen Inseln als Ziele genannt hatte, blieb der genaue Zweck dieser nach eigenen Worten „ozeanographischen und sub-antarktischen Expedition“ in Bezug auf wissenschaftliche Erkenntniserweiterungen weitgehend unklar. Noch vor dem Erreichen des Zielgebiets starb Shackleton in Grytviken auf der südatlantischen Insel Südgeorgien an einem Herzinfarkt.
Unter der Leitung von Shackletons Stellvertreter Frank Wild wurde die Expedition mit einem verkürzten Programm fortgesetzt. Die Quest erwies sich jedoch aufgrund ihrer geringen Größe und der schwachen Motorisierung als ungeeignet, weit in das antarktische Packeis vorzustoßen. Stattdessen ließ Wild das Schiff Kurs auf Elephant Island nehmen, wo sechs Jahre zuvor 21 gestrandete Teilnehmer der Endurance-Expedition mehrere Monate auf ihre Rettung gewartet hatten. Im Anschluss daran sollte die Quest für einen weiteren Vorstoß ins Packeis in Kapstadt überholt werden. Dort erreichte Wild und die anderen Expeditionsteilnehmer die in den Quellen unbegründete Order von Rowett, die Expedition abzubrechen und nach England zurückzukehren.
Obwohl der wissenschaftliche Erkenntnisgewinn kaum erwähnenswert ist, so ist die Reise zumindest von historischer Bedeutung. Sie markiert das Ende des sogenannten Goldenen Zeitalters der Antarktis-Forschung und den Übergang zu einer technischen Epoche antarktischer Forschungsreisen. Das Ereignis, durch das die Expedition der Öffentlichkeit in Erinnerung blieb und das den Ablauf der Reise überschattete, war der plötzliche Tod Ernest Shackletons.

## Vorgeschichte und erste Planung

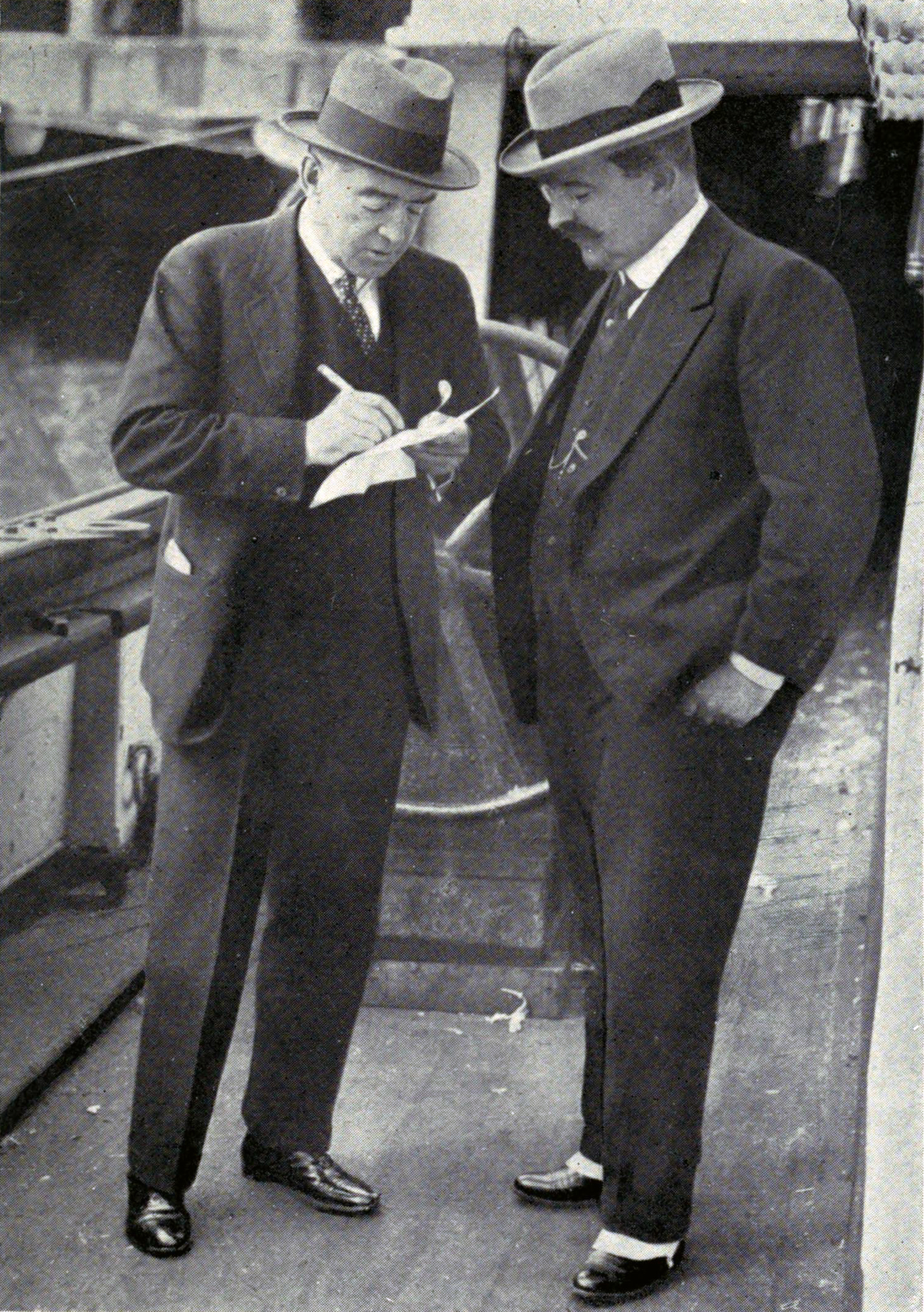
Ernest Shackleton (links) und John Quiller Rowett an Bord der Quest

Shackleton kehrte von der Endurance-Expedition, bei der er durch seinen persönlichen Einsatz alle Expeditionsteilnehmer vor dem sonst sicheren Tod bewahrt hatte, im Mai 1917 in das unter dem Eindruck des Ersten Weltkriegs stehende England zurück. Obwohl er eigentlich schon zu alt dafür war, meldete er sich als Kriegsfreiwilliger und wurde im Rang eines Majors auf eine Militäroperation nach Nordrussland geschickt. Wenig zufrieden mit seinen Aufgaben schrieb er nach Hause: „Ich fühle mich zu nichts nutze, außer wenn ich mich den Stürmen der Wildnis aussetze.“ Nach Kriegsende kehrte Shackleton im März 1919 nach England zurück. Er hoffte auf finanzielle Gewinne durch die Gründung eines Unternehmens, das sich um die wirtschaftliche Förderung der nordwestrussischen Region bemühen sollte. Zu diesem Zweck begab er sich auf die Suche nach weiteren Investoren, doch alle Planungen kamen nach der Machtübernahme der Bolschewiki im Zuge des Russischen Bürgerkriegs zum Erliegen. Während der folgenden fünf Monate um den Jahreswechsel 1919/1920 hielt Shackleton in der Philharmonic Hall in London zweimal täglich an sechs Tagen pro Woche Vorträge über die Endurance-Expedition. Zunehmend ermüdet von dieser Tätigkeit begann er trotz hoher Schulden aus vorangegangenen Unternehmungen, die Möglichkeiten zu einer weiteren Expeditionsreise auszuloten.
Shackleton plante, eine Reise in die Arktis zu unternehmen, „um den großen Freiraum zu besetzen, der jetzt Beaufortsee genannt wird.“ Dieses Gebiet nördlich von Alaska und westlich des kanadisch-arktischen Archipels war zu diesem Zeitpunkt noch weitgehend unerforscht. Aufgrund bereits existierender Aufzeichnungen zu Gezeitenströmungen vermutete Shackleton dort große Landmassen, die „abgesehen von ihrer wirtschaftlichen Bedeutung von höchstem wissenschaftlichen Interesse für die Welt“ wären. Außerdem hoffte er, erstmals den nördlichen Pol der Unzugänglichkeit zu erreichen. Im März 1920 wurden seine Pläne von der Royal Geographical Society befürwortet und fanden auch bei der kanadischen Regierung Unterstützung. In der Folgezeit bemühte sich Shackleton um die Finanzierung seines Vorhabens, dessen Kosten er zunächst mit £ 50.000 (heute rund £ 2.361.000 [£ 1 = 1,196 €]) bezifferte. Dabei traf er seinen alten Schulfreund aus der Zeit am Dulwich College, den erfolgreichen Geschäftsmann John Quiller Rowett (1874–1924). Dieser stellte ihm ein Startkapital zur Verfügung, mit dem Shackleton den norwegischen Robbenfänger Foca I und weitere Ausrüstung kaufen sowie mit der Anwerbung von Expeditionsteilnehmern beginnen konnte.
Im Mai 1921 zeichnete sich bei der kanadischen Regierung aufgrund einer angespannten Haushaltslage ein Umdenken ab. Nach einer Reihe von Telegrammen zwischen Shackleton und dem kanadischen Premierminister Arthur Meighen zog die Regierung ihre Zusage, die Expedition finanziell zu unterstützen, zurück. Statt alle Planungen aufzugeben, entschloss sich Shackleton zu einer Neuorientierung. Mitte Mai informierte er seinen alten Gefährten Alexander Macklin, der sich zu dieser Zeit in Kanada zum Kauf von Schlittenhunden für die Expedition aufhielt, dass das neue Ziel die Antarktis sei, um dort ozeanografische Forschungsarbeiten und solche zur Küstenkartografie sowie Studien zum Vorkommen an Mineralien durchzuführen.

## Vorbereitungen

### Neuausrichtung, Finanzierung und Ausrüstung der Expedition

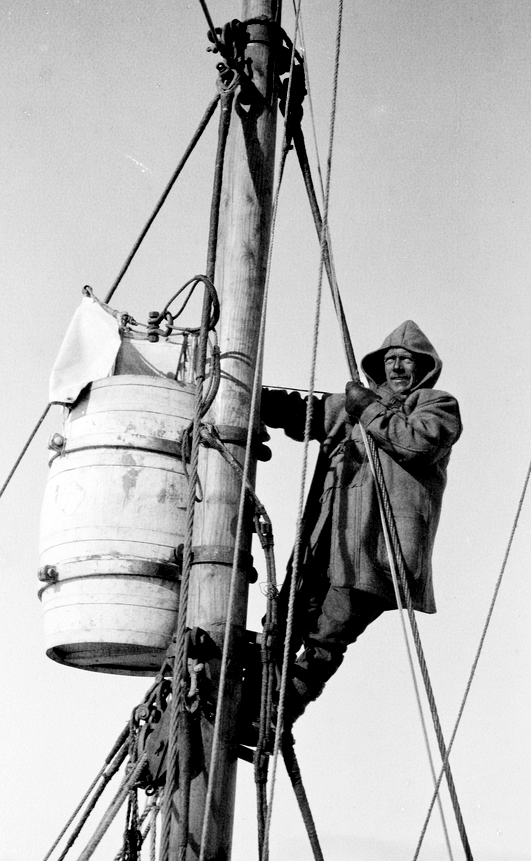
Frank Wild auf der Mastspitze der Quest mit dem elektrisch beheizbaren Ausguck

Bereits vor dem Rückzug der kanadischen Regierung hatte Shackleton Überlegungen zu einer Antarktisexpedition anstelle einer Reise in die Beaufortsee angestellt. Laut der späteren Aussage seines Freundes Hugh Robert Mill (1861–1950), eines langjährigen Bibliothekars der Royal Geographical Society, hatte er schon im März 1920 unterschiedliche Pläne ausgearbeitet. Als Alternative zur Expedition in die Beaufortsee hatte Shackleton nach eigener Aussage „eine ozeanografische Expedition zu allen wenig bekannten Inseln im Südatlantik und Südpazifik“ vorgesehen. Dazu gehörte die Suche nach „verschollenen“ oder falsch kartografierten subantarktischen Inseln (zum Beispiel Dougherty Island und die Nimrod-Gruppe), die Untersuchung der mineralischen Vorkommen auf diesen Inseln und ein umfangreiches wissenschaftliches Forschungsprogramm. Letzteres beinhaltete Tiefenmessungen vor der Gough-Insel, um einer vermuteten bathyalen Kontinentalverbindung zwischen Afrika und Südamerika nachzugehen. Die Autoren und Shackleton-Biografen Margery und James Fisher bezeichneten diese Pläne als „diffus“ und „viel zu umfangreich, um diese innerhalb von zwei Jahren mit einer kleinen Mannschaft abzuarbeiten.“ Nach Meinung des Shackleton-Biografen Roland Huntford hatte die Expedition kein wirkliches Ziel und war „nur allzu deutlich unvorbereitet, ein Vorwand [für Shackleton] zur Flucht [aus dem Einerlei].“
Shackleton selbst nannte seine Absichten „bahnbrechend“ und bezog sich in dieser Einschätzung insbesondere auf das bei der Expeditionsreise mitgeführte Wasserflugzeug, das schließlich jedoch nicht zum Einsatz kam. Zudem wurden zahlreiche technologische Neuerungen für Forschungsschiffe eingeführt, wie zum Beispiel zwei Exemplare der erst kurz zuvor patentierten Schleuderscheibe, ein Kreiselkompass mit selbstleuchtender Skale, ein elektrisch beheizbarer Ausguck und ein sogenannter Odograph, mit dessen Hilfe die Geschwindigkeit und die Route des Schiffes ermittelt und aufgezeichnet wurden. Trotz schlechter Erfahrungen mit einem Funkwellenempfänger auf der Endurance waren auf der Quest zwei Funkgeräte unterschiedlicher Reichweite installiert. Shackleton hatte bei seinen vorherigen Expeditionen besonderen Wert auf die Dokumentation durch Fotografien und Filmaufnahmen gelegt. Daher wurde auch für diese Reise „ein großes und teures Sortiment von Kameras, kinematografischen Apparaten und allgemeiner fototechnischer Ausrüstung erworben.“ Für die ozeanografischen Vermessungsarbeiten war der Einsatz einer Lotmaschine vorgesehen. All diese Anschaffungen wurden mit Hilfe der von Rowett stammenden Sponsorengelder finanziert. Dieser hatte sich inzwischen bereiterklärt, die gesamten Kosten der Expedition zu übernehmen, die Shackleton schließlich mit etwa £ 100.000 (heute rund £ 4.722.000) veranschlagte. Hierdurch wurde die Quest-Expedition zur ersten vollständig aus privater Hand finanzierten Forschungsreise in die Antarktis. Frank Wild schrieb hierzu später: „[Rowetts] Großzügigkeit ist umso bemerkenswerter, weil ihm bewusst war, dass keine Aussicht auf Rückerstattung bestand. Er tat dies im Interesse der Forschung und aus Freundschaft zu Shackleton.“ Die einzige öffentlich wahrnehmbare Anerkennung, die Rowett erfuhr, war, dass sein Name in der offiziellen Benennung der Expedition Erwähnung fand. Nach Darstellung des Shackleton-Biografen Roland Huntford war Rowetts Erscheinungsbild eigentlich das eines schwerfälligen und nüchternen Geschäftsmanns, der im Wein- und Spirituosengeschäft ein Vermögen verdient hatte. 1920 war er Mitgründer und Hauptkapitalgeber eines an der University of Aberdeen ansässigen Forschungsinstituts für Tierernährung gewesen und hatte zahnmedizinische Forschungsarbeiten am Middlesex Hospital in London unterstützt. 1924 nahm er sich offenbar aufgrund einer bevorstehenden Privatinsolvenz das Leben.

### Schiff

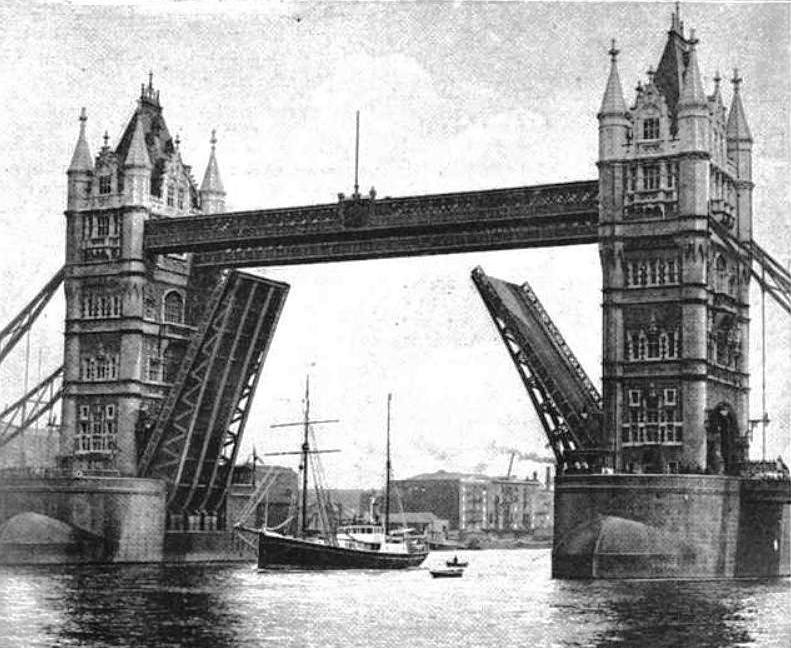
Die Quest beim Durchfahren der Tower Bridge in London

Der Robbenfänger Foca I, den Shackleton im März 1921 erwarb und nach einem Vorschlag seiner Frau Emily (1868–1936) in Quest umbenannte, war ein 1917 in Norwegen gebauter Schoner mit einer Länge von 111 Fuß (etwa 34 m) und einer maximalen Breite von 23 Fuß (etwa 7 m). Besonders markant war sein senkrechter Vordersteven. Die Vermessung des Schiffes lag bei 205 Brutto- und 94 Nettoregistertonnen und die Ladekapazität bei 120 Tonnen (nach anderen Quellen 125 Tonnen). Shackleton ließ das Schiff in Southampton mit einer Ketschtakelage ausstatten. Es verfügte über ein geräumiges Deckshaus über dem erhöhten Achterdeck, elektrisches Licht in den Kabinen, Rahsegel am Großmast und einen Hilfsantrieb in Form einer zweizylindrigen Verbunddampfmaschine des Herstellers Kalnæs Maskin Verkstad aus Tønsberg. Die Dampfmaschine sollte gegen einen Dieselmotor ersetzt werden, doch die zeitliche Verzögerung durch einen Werftarbeiterstreik verhinderte den Umbau. Der Dampfantrieb war für eine Geschwindigkeit von bis zu 7 Knoten ausgelegt. In Wirklichkeit wurden jedoch maximal nur etwa 5½ Knoten erreicht, und die Quest neigte schon bei geringem Seegang zum Rollen. Bereits am Tag der Abfahrt aus England kam Shackleton zu der Überzeugung, dass das Schiff für längere Seereisen ungeeignet war. Aufgrund diverser Pannen und Betriebsstörungen musste die Quest auf der Reise nach Süden in jedem Zwischenhafen repariert werden.

### Mannschaft

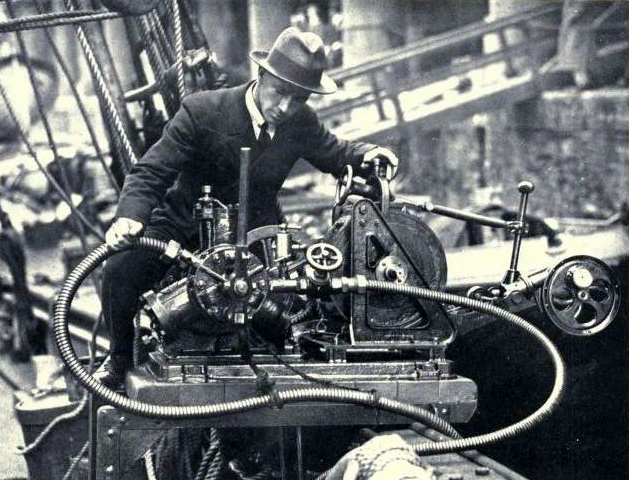
Maschinist Alexander Kerr inspiziert die automatische, dampfgetriebene Lucas-Lotmaschine der Telegraph Construction and Maintenance Company

In einem Artikel in der London Times hatte Shackleton angekündigt, mit etwa einem Dutzend Teilnehmern, die ihn in der Mehrzahl bereits auf früheren Expeditionen begleitet hatten, in die Antarktis aufzubrechen. Am Abreisetag aus London waren es in Anpassung an das Expeditionsprogramm schließlich 20 Männer. Der stellvertretende Expeditionsleiter Frank Wild hatte an allen Antarktisexpeditionen teilgenommen, an denen auch Shackleton beteiligt gewesen war. Darüber hinaus verfügte er über Erfahrungen durch seine Teilnahme an der Australasiatischen Antarktisexpedition (1911–1914) unter Douglas Mawson. Sieben weitere Männer, unter ihnen Kapitän Frank Worsley, waren Veteranen der Endurance-Expedition. Der Elektriker James Dell (1880–1968) hatte zusammen mit Shackleton und Wild rund 20 Jahre zuvor an der Discovery-Expedition unter der Leitung von Robert Falcon Scott teilgenommen. Shackleton rechnete auch mit Tom Crean, den er als Verantwortlichen für die Rettungsboote vorsah, doch Crean hatte sich bereits ins Privatleben zurückgezogen und lehnte daher Shackletons Angebot ab. Ernest Joyce hatte sich nach der Teilnahme an der Ross Sea Party mit Shackleton wegen ausstehender Zahlungen überworfen und wurde daher nicht berücksichtigt. Unter den Neulingen befand sich der neuseeländische Offizier der Royal Air Force Roderick Carr (1891–1971). Shackleton heuerte ihn als Piloten des Expeditionsflugzeugs an, einer einmotorigen Avro 534, die zu einem Wasserflugzeug mit einem 80-PS-Motor umgebaut worden war. Shackleton und Carr kannten sich aus der gemeinsamen Zeit in Nordrussland während des Ersten Weltkriegs. Letzterer hatte danach als Stabschef bei den litauischen Luftstreitkräften gearbeitet. Da der Doppeldecker wegen fehlender Teile schließlich nicht zum Einsatz kam, assistierte Carr während der Expedition bei wissenschaftlichen Arbeiten. Zum wissenschaftlichen Personal gehörte der australische Biologe Hubert Wilkins, der bereits über arktische und antarktische Erfahrungen verfügte, sowie der kanadische Geologe George Vibert Douglas (1892–1939), der sich ursprünglich für die eigentlich vorgesehene Forschungsreise in die Beaufortsee gemeldet hatte. Die größte öffentliche Aufmerksamkeit erhielten James Marr und Norman Mooney (1905–1945). Beide wurden im Rahmen einer durch die Daily Mail organisierten Ausschreibung aus 1700 Pfadfindern ausgewählt, die sich um eine Teilnahme an der Expedition beworben hatten. Der von den Orkney-Inseln stammende Mooney verließ bereits in Madeira das Schiff aufgrund anhaltender Seekrankheit.

## Expeditionsreise

### Reise nach Süden

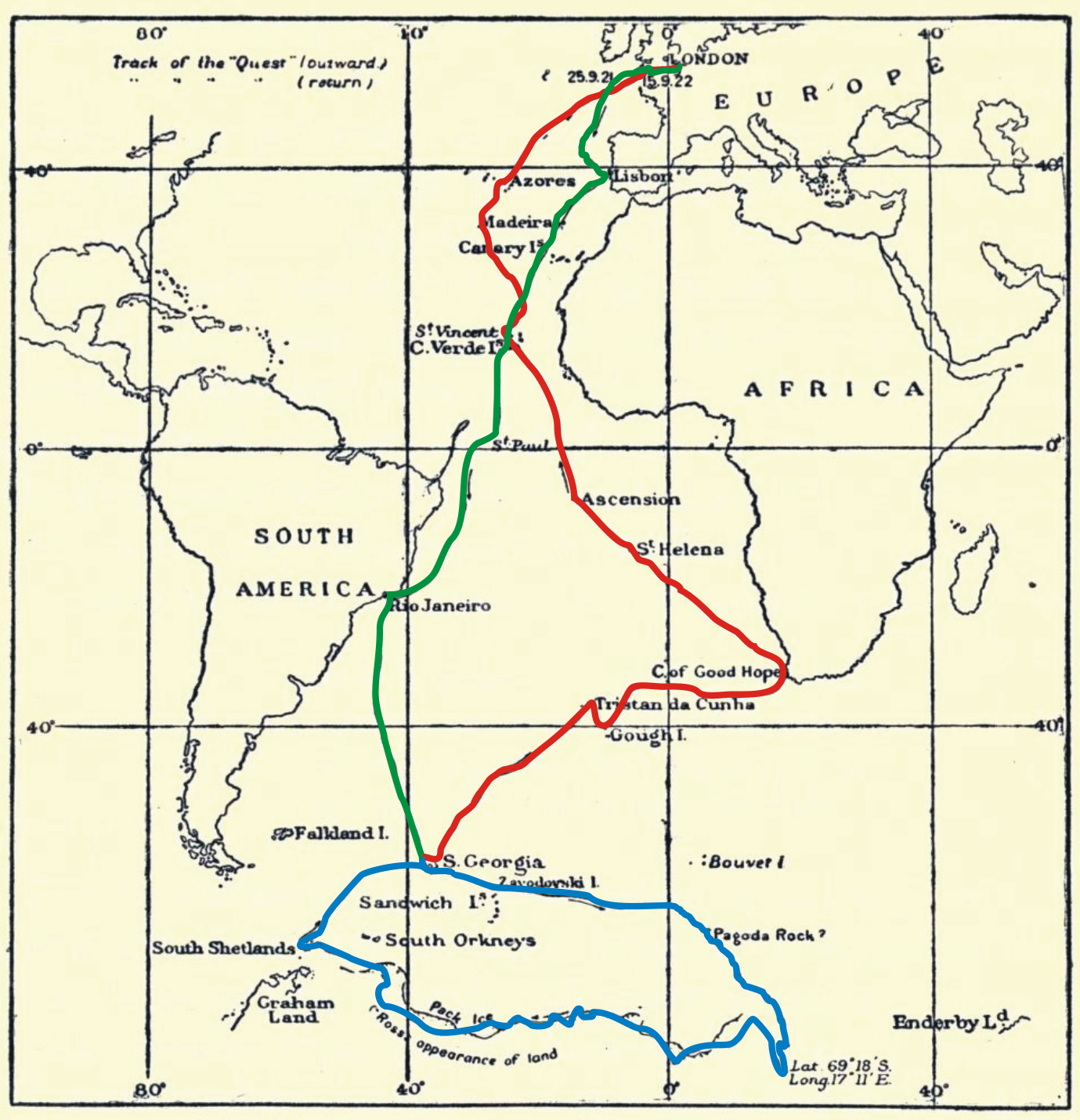
Routen der Quest-Expedition (1921–1922):
Hinreise nach Südgeorgien (Sept. 1921 bis Jan. 1922)
Fahrt durch die Packeiszone (Jan. bis Apr. 1922)
Rückreise nach Plymouth (Mai bis Sept. 1922)

Am 17. September 1921 verabschiedeten König Georg V. und zahlreiche Schaulustige die Expeditionsmannschaft in London. Nach dem Auslaufen aus den St. Katharine Docks fuhr die Quest zunächst auf der Themse flussabwärts nach Gravesend und dann in die Nordsee.
Shackletons Absicht bestand ursprünglich darin, nach Kapstadt zu fahren und unterwegs die größeren der südatlantischen Inseln anzusteuern. Von dort aus war eine Fahrt nach Enderbyland vorgesehen, um der antarktischen Küstenlinie nach Coatsland bis ins Weddell-Meer zu folgen. Am Ende der ersten Sommersaison sollte die Quest dann zunächst Südgeorgien und schließlich wieder Kapstadt anlaufen, um dort für eine weitere Reise zur Antarktis instand gesetzt zu werden. Jedoch ließen Schwierigkeiten mit dem Schiff gleich nach der Abfahrt aus England alle Planungen hinfällig werden. Probleme mit der Dampfmaschine zwangen die Mannschaft zu einem einwöchigen Zwischenaufenthalt in Lissabon und danach auch auf Madeira und den Kapverdischen Inseln. Aufgrund dieser Verzögerungen änderte Shackleton die Reiseroute und ließ die Quest Kurs auf Rio de Janeiro nehmen, um den Schiffsantrieb generalüberholen zu lassen. Dort traf sie am 22. November 1921 ein.
Die Reparaturen an der Dampfmaschine und weitere Instandsetzungsarbeiten verzögerten die Weiterreise um einen weiteren Monat. Hierdurch war an eine Fahrt nach Kapstadt und anschließend ins Packeis nicht mehr zu denken. Dies bedeutete auch, dass zusätzlicher Proviant und Ausrüstungsgegenstände, die von England nach Kapstadt vorausgeschickt worden waren, nicht aufgenommen werden konnten. Shackleton plante, nach Grytviken auf Südgeorgien auszuweichen, in der Hoffnung, dort zumindest einige Bestände ergänzen zu können. Auf die Frage, wohin sich die Quest nach dem Aufenthalt in Grytviken wenden sollte, blieb Shackleton die Antwort schuldig. Alexander Macklin schrieb dazu in sein Tagebuch: „Der Boss sagte ziemlich unumwunden, dass er nicht weiß, was er tun wird.“

### Shackletons Tod
Am 17. Dezember 1921, einen Tag vor der Abreise aus Rio, erkrankte Shackleton ernsthaft. Schiffsarzt Alexander Macklin hatte die Nachricht von einem Werftarbeiter erhalten, Shackleton habe einen Herzinfarkt erlitten. Eine eingehende Untersuchung und Behandlung durch Macklin lehnte Shackleton ab und sagte am nächsten Tag, dass er sich schon sehr viel wohler fühle. Nach Aussage anderer Expeditionsteilnehmer wirkte er dagegen bei der Überfahrt nach Grytviken seltsam matt und teilnahmslos. Entgegen seiner sonstigen Haltung, keinen Alkohol an Bord zu erlauben, trank Shackleton jeden Morgen Champagner, „um die Schmerzen zu betäuben.“ Sein angegriffener Gesundheitszustand wurde vermutlich weiter durch Sorgen belastet; insbesondere gab es erneute Probleme mit dem Dampfkessel des Schiffes und die vorbereitete Weihnachtsfeier musste wegen eines Sturms ausfallen. Als am Neujahrstag 1922 der Sturm abflaute, notierte er in sein Tagebuch: „Ruhig und mild nach dem Sturm. Das neue Jahr hat freundlich für uns begonnen.“ Am 4. Januar kam die Küste Südgeorgiens in Sicht und die Quest ging noch am selben Tag im Hafen von Grytviken vor Anker.

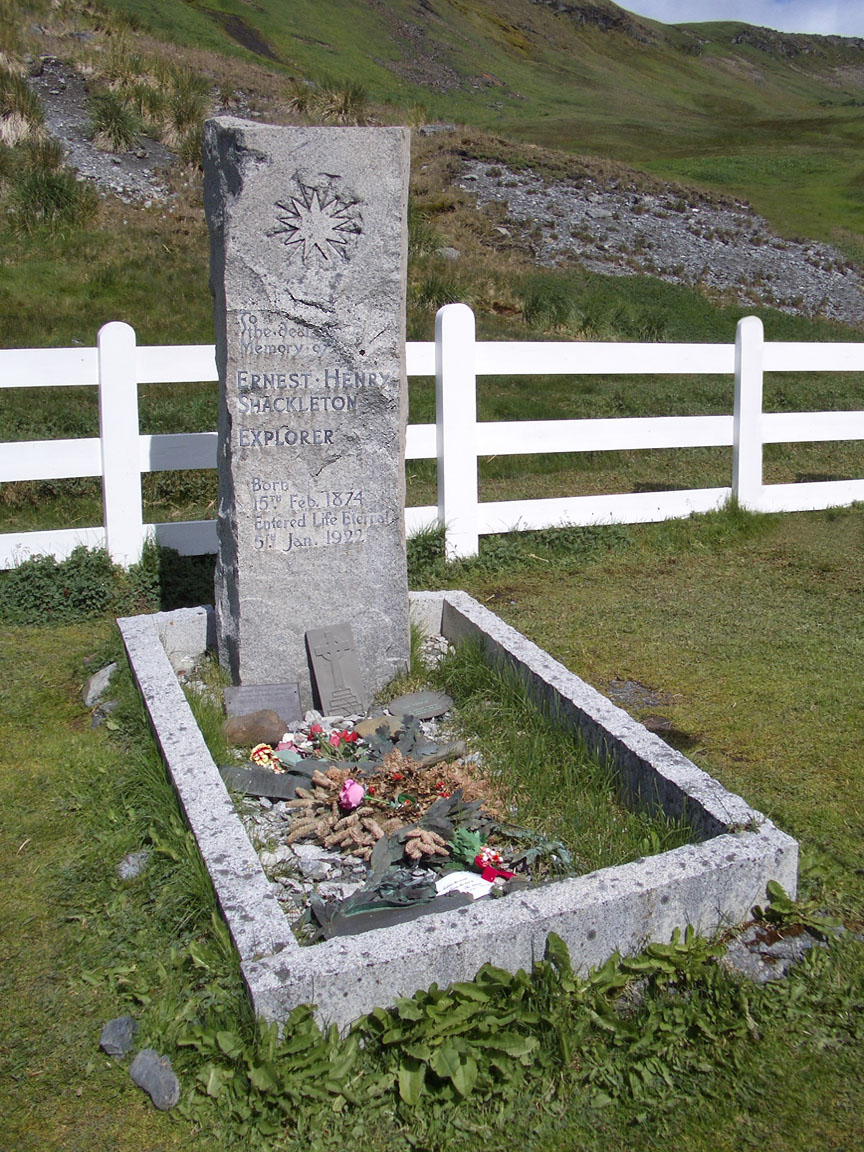
Shackletons Grab in Grytviken (Südgeorgien)

Nach einem Besuch der örtlichen Walfangstation kehrte Shackleton offenbar erholt an Bord zurück. Er teilte Frank Wild mit, die ausgefallene Weihnachtsfeier am nächsten Tag nachholen zu wollen, und zog sich in sein Quartier zurück, um sich seinem Tagebuch zu widmen. Sein letzter Eintrag lautete: „Der ranzige Geruch nach totem Wal durchdringt einfach alles. Es ist schon ein fremder und seltsamer Ort. […] Ein wundervoller Abend. In der zunehmenden Dämmerung sah ich einen einsamen Stern, wie ein Juwel über der Bucht schwebend.“ Später schlief Shackleton; sein Schnarchen wurde von James McIlroy gehört, der gerade seine Wache beendet hatte. Kurz nach 2 Uhr am Morgen des 5. Januar 1922 wurde Alexander Macklin in Shackletons Kabine gerufen. Nach Macklins Aussage habe Shackleton über Schmerzen in Rücken und Gesicht geklagt und nach Schmerzmitteln verlangt. Macklin habe seinem Patienten erklärt, dass dieser überarbeitet sei und ein geregelteres Leben führen solle. Shackleton habe gefragt: „Sie wollen immer, dass ich Dinge aufgebe, was sollte ich denn aufgeben?“ worauf Macklin geantwortet habe: „Hauptsächlich den Alkohol, Boss. Ich denke, es wird Ihnen nicht zusagen.“ Kurz darauf habe Shackleton einen schweren Herzinfarkt erlitten und sei sofort gestorben. Macklin stellte bei der späteren Autopsie des Leichnams als Todesursache eine Arteriosklerose in den Koronargefäßen fest, die sich durch Shackletons angegriffenen Allgemeinzustand verschlimmert habe. Am späteren Morgen verständigte Frank Wild die durch die Nachricht schockierte Mannschaft mit den knappen Worten: „Sir Ernest Shackleton ist heute früh am Morgen gestorben. Die Expedition wird fortgesetzt. Das ist alles.“ Shackletons Leichnam wurde in Grytviken für den Transport nach England einbalsamiert. Leonard Hussey begleitete den Sarg bei der Abfahrt am 19. Januar nach Montevideo. Hier erreichte ihn die Nachricht von Shackletons Witwe Emily (1868–1936) mit der Bitte, ihren Mann in Südgeorgien zu bestatten. Hussey kehrte mit dem Sarg an Bord des Dampfers Woodville nach Grytviken zurück, wo Shackleton am 5. März nach einer kurzen Andacht in der örtlichen lutherischen Kirche auf dem benachbarten Friedhof beigesetzt wurde. Da die Quest Südgeorgien bereits verlassen hatte, war Hussey der einzige Expeditionsteilnehmer, der neben einigen norwegischen Walfängern Shackletons Begräbnis beiwohnte. Das Grab schmückte zunächst ein einfaches Holzkreuz, das sechs Jahre später durch eine Granitstele ersetzt wurde.

### Fahrt durch die Packeiszone des Weddell-Meers

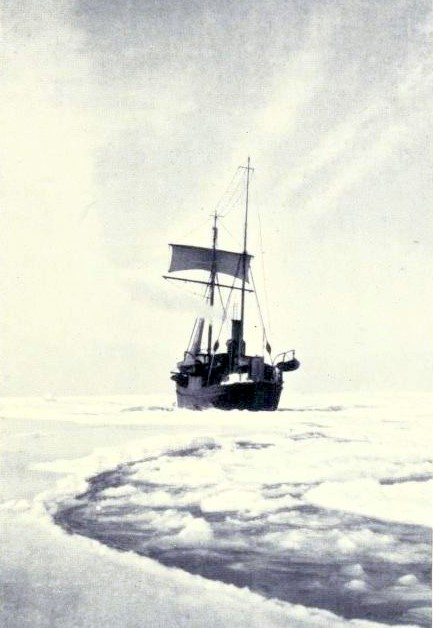
Die Quest im Packeis des Weddell-Meeres

Nach Shackletons Tod bestand die Aufgabe des neuen Expeditionsleiters Frank Wild zunächst darin, über die Ziele der Weiterreise der Quest zu entscheiden. Nachdem die Probleme mit dem Dampfkessel behoben waren und Ausrüstung und Proviant zumindest teilweise in Südgeorgien ergänzt werden konnten, entschied Wild, gemäß Shackletons Plänen zunächst ostwärts zur Bouvetinsel zu fahren, um dann nach Süden ins Packeis möglichst in die Nähe von Enderbyland vorzudringen und mit Vermessungsarbeiten zum Küstenverlauf zu beginnen. Zudem sollte das „Verschollene Land“ am nördlichen Rand des Weddell-Meers ausfindig gemacht werden, von dem James Clark Ross 1842 auf seiner Antarktisreise berichtet hatte. Allerdings hingen diese Vorhaben vom Wetter, den Eisbedingungen und den Möglichkeiten des Schiffes ab.
Die Quest verließ Grytviken am 18. Januar 1922 mit Kurs auf die Südlichen Sandwichinseln. Durch hohe Dünung lief sie mittschiffs voll Wasser. Wild klagte darüber, dass das Schiff „rollte wie ein Baumstamm“, an einigen Stellen leckgeschlagen war, wenig Fahrt machte und dabei viel Kohle verbrauchte. Ende Januar gab Wild den Plan, die Bouvetinsel anzusteuern, auf und ließ stattdessen direkten Kurs nach Süden nehmen. Am 4. Februar wurde die Packeisgrenze erreicht. Die Quest war das bis dahin kleinste Schiff, das in die Packeiszone vordrang, und nach den bisherigen Problemen argwöhnte Wild: „Werden wir entkommen, oder wird sich die Quest den anderen Schiffen in Davy Jones’ Locker anschließen?“ Am 12. Februar erreichte das Schiff bei 69° 17′ S, 17° 9′ O unweit zur Küste von Enderbyland seine höchste südliche Breite. Angesichts sinkender Temperaturen und immer dichter werdenden Packeises ließ Wild in der Sorge, das Schiff könne vom Eis eingeschlossen werden, in nordwestliche Richtung abdrehen. Nachdem zwischen dem 18. und 24. Februar mehrere neuerliche Anläufe gescheitert waren, nach Süden vorzudringen, fuhr die Quest schließlich in direktem westlichen Kurs.
Wild und Kapitän Worsley wurden sich während der Fahrt durch das Weddell-Meer zunehmend uneins über die weitere Strategie der Expedition. Auch bei den anderen Expeditionsteilnehmern zeichnete sich eine wachsende Unzufriedenheit ab, deren Auswirkungen Wild nach eigener Darstellung „mit den drastischsten Mitteln“ unterband – ohne diese näher zu benennen. Am 12. März erreichte die Quest bei 64° 11′ S, 46° 4′ W das Gebiet, in dem James Clark Ross 80 Jahre zuvor Land gesehen haben wollte. Messungen mit der Lotmaschine ergaben jedoch, dass bei einer Meerestiefe von 2300 Faden (etwa 4200 Meter) die Nähe von Land praktisch ausgeschlossen werden konnte. Zwischen dem 15. und 20. März wurde die Quest vom Meereis eingeschlossen und die knapper werdende Kohle zu einem ernsthaften Problem. Als das Schiff wieder freikam, ließ Wild in der Hoffnung, die schwindenden Brennstoffvorräte mit Tran von See-Elefanten aufzufüllen, direkten Kurs auf Elephant Island nehmen. Nach Auffassung von James Marr war dies nur ein vorgeschobener Grund: „[…] Ich denke, es gibt keinen Zweifel daran, dass er [Wild] durch die Sehnsucht angetrieben war, den Ort wiederzusehen, wo er jene berühmten viereinhalb Monate mit den Überlebenden der fehlgeschlagenen Endurance-Expedition verbracht hatte.“ Die Insel kam am 25. März in Sicht, doch eine Anlandung am Point Wild scheiterte an den schlechten Wetterbedingungen. Nur durch das Fernglas konnten die Veteranen der Endurance-Expedition einige markante Orientierungspunkte ihres alten Lagers ausmachen, bevor das Schiff auf der Westseite der Insel zur Robbenjagd vor Anker ging. Nachdem sich die Männer mit genügend Vorräten eingedeckt hatten, stach die Quest wieder in See und erreichte Südgeorgien am 6. April.

### Rückkehr nach England

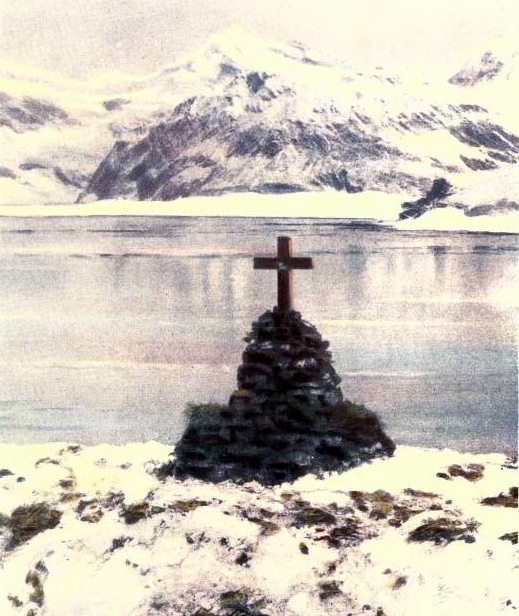
Gedenkkreuz für Ernest Shackleton in Grytviken

Die Expeditionsteilnehmer hielten sich einen Monat lang in Südgeorgien auf. In dieser Zeit errichteten die Endurance-Veteranen auf dem Hope Point an der King Edward Cove, der Hafenbucht von Grytviken, ein Gedenkkreuz in Erinnerung an Shackleton. Am 8. Mai 1922 verließ die Quest Grytviken und fuhr bei rauer See zunächst zur Insel Tristan da Cunha, die seit der Annexion von 1816 zu den britischen Überseegebieten gehört. Nach der Ankunft am 20. Mai überreichte James Marr in einer feierlichen Zeremonie dem örtlichen Pfadfinderstamm eine Fahne von Robert Baden-Powell. Wild beschrieb die Bewohner der Insel in seinem Reisebericht als „ungebildet, beinahe komplett abgeschnitten von der Welt [und] von einem entsetzlich beschränkten Horizont.“ Während des fünftägigen Aufenthaltes wurden Kurzexpeditionen auf die benachbarten Inseln Inaccessible und Nightingale Island unternommen, um dort geologische und biologische Proben zu nehmen. Im Anschluss daran erfolgte ein weiterer Zwischenaufenthalt auf der Gough-Insel zwecks botanischer Untersuchungen. Am 18. Juni traf die Quest in Kapstadt ein, wo sie von einer großen Menschenmenge überschwänglich begrüßt wurde. Der südafrikanische Premierminister Jan Christiaan Smuts ehrte die Expeditionsteilnehmer mit einem offiziellen Empfang. Darüber hinaus wurden sie auch von anderen Honoratioren zu festlichen Abendgesellschaften eingeladen. Zu ihrer Enttäuschung erreichte sie dort auch Rowetts Order, nach England zurückzukehren. So verließ die Quest am 19. Juli Kapstadt in Richtung Norden und traf nach Zwischenaufenthalten auf St. Helena, Ascension, São Vicente und São Miguel am 16. September 1922, fast auf den Tag genau ein Jahr nach Beginn der Expedition, in Plymouth ein.

## Nachwirkungen und Bewertungen
Nach Wilds Darstellung endete die Expedition „im Stillen“, nach anderer Quelle wurde den Expeditionsteilnehmern dagegen bei der Ankunft in Plymouth ein euphorischer Empfang bereitet. Wild äußerte die Hoffnung, dass „wenn alles geordnet und ausgewertet wurde, unsere Bemühungen ihre Wertigkeit beweisen, bei der Lösung großer Naturrätsel geholfen zu haben, die uns noch immer verblüffen.“ Die Ergebnisse dieser Arbeiten fasste Wild in fünf Kapiteln im Anhang seines Buches zur Expedition zusammen. In ihnen sind unter anderem die Bemühungen der wissenschaftlichen Expeditionsmannschaft bei der Datenerhebung und Probensammlung während der Zwischenaufenthalte sowie die von George Vibert Douglas und Roderick Carr vorgenommenen Vermessungsarbeiten zum Küstenverlauf Südgeorgiens vor der Fahrt ins Packeis dargestellt. Diese Ergebnisse wurden zudem in einigen wissenschaftlichen Artikeln veröffentlicht.

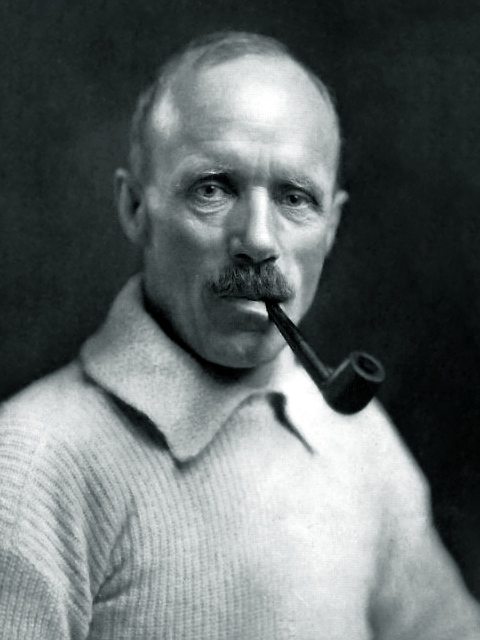
Frank Wild als Expeditionsleiter (etwa 1922)

Das Fehlen einer klar definierten Zielsetzung der Expedition wurde noch dadurch verschärft, dass bei der Reise nach Süden ein Zwischenaufenthalt in Kapstadt zur Aufnahme wichtiger Gerätschaften nicht möglich war. In Südgeorgien konnte nur wenig Ersatzmaterial besorgt werden. So standen weder Schlittenhunde noch Schlitten zur Verfügung, was eine von Wild geplante Anlandung im Grahamland an der nördlichen Spitze der Antarktischen Halbinsel sinnlos machte. Der Tod Shackletons war ein schwerer Rückschlag für die Expedition. Sehr bald wurde die Frage aufgeworfen, ob Wild ein angemessener Ersatz für ihn sein konnte, denn nach Darstellung Roland Huntfords war Wild schwerer Alkoholiker. Nach anderer Meinung ließe sich demgegenüber darüber streiten, ob unter der Leitung Shackletons bessere Resultate erzielt worden wären, da dessen Verhalten während der Reise nach Süden von Teilnahmslosigkeit, Stimmungsschwankungen und Unschlüssigkeit gekennzeichnet war.
Im Hinblick auf die geplante Einführung technischer Innovationen bei Antarktisexpeditionen war es eine herbe Enttäuschung, dass das Expeditionsflugzeug nicht eingesetzt werden konnte. Shackleton hatte große Erwartungen daran geknüpft und dieses Vorhaben im Vorfeld eingehend mit dem britischen Luftfahrtministerium erörtert. Auch die beiden mitgeführten Funkgeräte waren nur bedingt einsatzfähig. Das größere von ihnen arbeitete nicht ordnungsgemäß und wurde deshalb schon frühzeitig stillgelegt. Das zweite Gerät hatte nur eine Reichweite von ungefähr 400 km. Auch Wilds Versuch, auf Tristan da Cunha ein neues Funkgerät zu installieren, lieferte nicht den gewünschten Erfolg.
Nach dem Ende der Quest-Expedition dauerte es sechs Jahre, bis erneut Forschungsreisen dieser Größenordnung in die Antarktis unternommen wurden (siehe Liste von Antarktisexpeditionen). Die nachfolgenden Expeditionen, zu deren Protagonisten unter anderen der Australier John Rymill und die US-Amerikaner Richard Evelyn Byrd und Finn Ronne zählen, unterschieden sich jedoch grundlegend von ihren Vorgängern. Anstelle des Pioniergeists und des nationalen Prestiges rückten nunmehr die systematische Erkundung der Antarktis und die Erprobung technischer Neuerungen in den Vordergrund, zu denen die Errichtung dauerhafter Forschungsstationen gehören. Daher wird die Quest-Expedition gemeinhin als Schlusspunkt des Goldenen Zeitalters der Antarktis-Forschung und als Übergang zu einer technischen Epoche antarktischer Forschungsreisen betrachtet. Von den Veteranen der Endurance-Expedition kehrte außer Frank Worsley keiner mehr in die Antarktis zurück. Unter den anderen Expeditionsteilnehmern schrieb Hubert Wilkins Geschichte, als er im April 1928 zusammen mit seinem Copiloten Carl Ben Eielson einen transarktischen Flug von Point Barrow in Alaska nach Spitzbergen unternahm. Schon ein halbes Jahr später, am 16. November 1928, starteten sie auf Deception Island zum ersten Motorflug in der Antarktis. Am 20. Dezember flogen sie über die Gerlache-Straße und die Antarktische Halbinsel in unbekanntes Gebiet und entdeckten u. a. den Stefansson-Sund und die Hearst-Insel. 1931 scheiterte Wilkins’ Versuch, den Nordpol von Spitzbergen aus mit dem Unterseeboot Nautilus zu erreichen. In den 1930er Jahren organisierte er mehrere Expeditionen seines Freundes und Geldgebers, des US-Amerikaners Lincoln Ellsworth, mit dem Ziel, den antarktischen Kontinent zu überfliegen. Der dritte Versuch war 1935 erfolgreich. James Marr nahm nach seiner Ausbildung zum Meeresbiologen an mehreren australischen Expeditionen am Ende der 1920er und in den 1930er Jahren teil. Der verhinderte Antarktispilot Roderick Carr wurde Air Marshal bei der Royal Air Force.
In den Jahren nach dieser Forschungsreise hatte die Quest eine wechselvolle Geschichte als Expeditionsschiff während der British Arctic Air Route Expedition (BAARE, 1930–1931) nach Grönland unter der Leitung des britischen Arktisforschers Gino Watkins (1907–1932), als Minensucher im Zweiten Weltkrieg und schließlich wieder als Robbenfänger. Am 5. Mai 1962 sank das Schiff vor der Nordküste Labradors, nachdem es durch Eisdruck leckgeschlagen war. Teile des Deckshauses inklusive Shackletons Kabine waren bereits 1923 nach Verkauf des Schiffes an eine norwegische Reederei bei Umbauten demontiert worden und wurden später im Freilichtmuseum von Saltdal aufbewahrt. Die norwegische Zweigstelle des South Georgia Heritage Trust (SGHT) plante, das Deckshaus im Südgeorgien-Museum von Grytviken auszustellen. Das Vorhaben wurde jedoch nicht umgesetzt. Stattdessen ist das Deckshaus seit Herbst 2015 im Besitz des Heimatmuseums der irischen Stadt Athy unweit von Shackletons Geburtsort Kilkea. Das gut erhaltene Wrack der Quest wurde durch ein Team der Royal Canadian Geographical Society im Juni 2024 in einer Tiefe von 390 m unter dem Meeresspiegel vor der Küste Labradors gefunden.

## Zitierte Literatur

### Standardwerke zur Quest-Expedition
- James Marr: Into the Frozen South. Cassell & Co., London 1923 (Online im Internet Archive [abgerufen am 13. Januar 2010]).
- Frank Wild: Shackleton’s Last Voyage. Cassell & Co., London 1923 (Online im Internet Archive [abgerufen am 13. Januar 2010]).
- Ernest Shackleton: Diary of the Quest Expedition 1921–1922. Scott Polar Research Institute, University of Cambridge, Cambridge 1922 (Online auf der Webseite des Scott Polar Research Institute [abgerufen am 19. Januar 2010]).

### Ergänzende Werke
- Caroline Alexander: Endurance. Bloomsbury, London 1998, ISBN 0-7475-4123-X.
- Margery and James Fisher: Shackleton. James Barrie Books, London 1957.
- Roland Huntford: Shackleton. Hodder and Stoughton, London 1958, ISBN 0-340-25007-0.
- Hugh Robert Mill: The Life of Sir Ernest Shackleton. William Heinemann, London 1923 (Online im Internet Archive [abgerufen am 10. September 2009]).
- Leif Mills: Frank Wild. Caedmon of Whitby, Whitby 1999, ISBN 0-905355-48-2.
- Beau Riffenburgh: Encyclopedia of the Antarctic. Routledge, New York 2006, ISBN 0-415-97024-5.
- Ernest Shackleton: South. Macmillan, New York 1920 (Online im Internet Archive [abgerufen am 6. März 2012]).
- Kelly Tyler-Smith: Lost Men. Bloomsbury, London 2006, ISBN 978-0-7475-7972-4.
- Alliott Verdon Roe: The World of the Wings and Things. Hurst & Blackett, London 1939 (eingeschränkte Vorschau in der Google Buchsuche [abgerufen am 19. Januar 2010]).
- William James Mills: Exploring Polar Frontiers, Vol. II. ABC-Clio, Santa Barbara 2003, ISBN 978-1-57607-422-0 (eingeschränkte Vorschau in der Google Buchsuche [abgerufen am 7. März 2012]).